# Андуин
Андуи́н (синд. Anduin, «длинная река»; иногда употребляется с эпитетом — Андуин Великий) — в легендариуме Дж. Р. Р. Толкина величайшая река Западного Средиземья Третьей Эпохи.
В «Атласе Средиземья» Карен Уинн Фонстад длина Андуина оценивается в 1388 миль (2233 километра).
Предки рохиррим называли реку Langflood. Она начинается в Серых и Мглистых горах, течёт через Лихолесье, огибает с юго-востока Белые горы и впадает в Белегаэр (Великое Море).

## Гидрографическое описание
Андуин начинался в месте слияния рек Лангвелл и Грейлин, истоки которых находились в Мглистых и Серых горах. В треугольнике, образованном этими реками, первоначально жили племена Эотеода; здесь же располагалась их столица Фрамсбург.
Важнейшими притоками Андуина являются реки Энтава, Кирит, Порос, Келебрант, Гладрен, Моргулдуин и Эруи.
Основным островом Андуина был Каир Андрос, на границе Итилиэна и Тол Брандира в Нен Хитоэл. Существовал также остров, где Братство Кольца останавливалось во время путешествия между Лориэном и Парт Галеном.